# Corydalis gorodkovii
Corydalis gorodkovii är en vallmoväxtart. Corydalis gorodkovii ingår i släktet nunneörter, och familjen vallmoväxter.

## Underarter
Arten delas in i följande underarter:
- C. g. gorodkovii
- C. g. magadanica